# Тезис Дюэма — Куайна
Тезис Дюэма — Куайна — утверждение о невозможности окончательного определения истинности научной теории.
В 1906 году Пьер Дюэм выдвинул следующее утверждение (тезис Дюэма):

Физик никогда не может подвергнуть контролю опыта одну какую-нибудь гипотезу в отдельности, а всегда только целую группу гипотез. Когда же опыт его оказывается в противоречии с предсказаниями, то он может отсюда сделать лишь один вывод, а именно, что, по меньшей мере, одна из этих гипотез неприемлема и должна быть видоизменена, но он отсюда не может ещё заключить, какая именно гипотеза неверна.
В 1954 году Уиллард Куайн выдвинул более сильное утверждение (тезис Куайна):

Любое утверждение может рассматриваться как истинное, несмотря ни на что, если мы сделаем достаточно решительные корректировки в каком-то ином фрагменте системы.
Из сформулированного Куайном утверждения следует нефальсифицируемость фундаментальных научных теорий и возможность их бесконечных корректировок на основании новых фактов. В то же время данный тезис в такой радикальной форме, близкой к воззрениям конвенционалистов, не доказуем, и подвергся критике со стороны других философов науки, например, Ларри Лаудана.